# Meganola brunellus
Meganola brunellus là một loài bướm đêm thuộc họ Nolidae. Nó được tìm thấy ở Sri Lanka, Ấn Độ, Đài Loan, the quần đảo Ryukyu, Sundaland, Queensland và the Bismarck Islands. It is an introduced species in Hawaii.
Ấu trùng ăn Melastoma species, bao gồm Melastoma candidum.